# Squadra della stagione della UEFA Champions League
La Squadra della stagione della UEFA Champions League è un riconoscimento annuale, istituito alla fine dell'edizione 2013-2014, che viene assegnato dalla UEFA, l'organo amministrativo, organizzativo e di controllo del calcio europeo.
In seguito alla votazione di alcuni osservatori tecnici della federazione sotto la guida dell'ambasciatore degli allenatori Alex Ferguson, considerato uno dei più grandi allenatori al mondo, da una lista di candidati per ogni posizione, viene eletta la squadra ideale della suddetta competizione, un All-Star Team di 18 calciatori: 2 portieri, 5 difensori, 6 centrocampisti e 5 attaccanti. Dall'edizione 2019-2020 la lista è composta da 23 calciatori, mentre da quella 2021-2022 da 11 calciatori.

## Albo d'oro
Stagione 2013-2014 
| Ruolo | Giocatore          | Squadra             |
| ----- | ------------------ | ------------------- |
| P     | Thibaut Courtois   | Atlético Madrid     |
| P     | Manuel Neuer       | Bayern Monaco       |
| D     | Diego Godín        | Atlético Madrid     |
| D     | Philipp Lahm       | Bayern Monaco       |
| D     | Daniel Carvajal    | Real Madrid         |
| D     | Pepe               | Real Madrid         |
| D     | Sergio Ramos       | Real Madrid         |
| C     | Gabi               | Atlético Madrid     |
| C     | Andrés Iniesta     | Barcellona          |
| C     | Toni Kroos         | Bayern Monaco       |
| C     | Ángel Di María     | Real Madrid         |
| C     | Luka Modrić        | Real Madrid         |
| C     | Xabi Alonso        | Real Madrid         |
| A     | Marco Reus         | Borussia Dortmund   |
| A     | Diego Costa        | Atlético Madrid     |
| A     | Arjen Robben       | Bayern Monaco       |
| A     | Zlatan Ibrahimović | Paris Saint-Germain |
| A     | Cristiano Ronaldo  | Real Madrid         |

 Stagione 2014-2015 
| Ruolo | Giocatore             | Squadra     |
| ----- | --------------------- | ----------- |
| P     | Marc-André ter Stegen | Barcellona  |
| P     | Gianluigi Buffon      | Juventus    |
| D     | Branislav Ivanović    | Chelsea     |
| D     | Gerard Piqué          | Barcellona  |
| D     | Javier Mascherano     | Barcellona  |
| D     | Giorgio Chiellini     | Juventus    |
| D     | Jordi Alba            | Barcellona  |
| C     | Ivan Rakitić          | Barcellona  |
| C     | Sergio Busquets       | Barcellona  |
| C     | Andrés Iniesta        | Barcellona  |
| C     | Claudio Marchisio     | Juventus    |
| C     | Andrea Pirlo          | Juventus    |
| C     | Toni Kroos            | Real Madrid |
| A     | Luis Suárez           | Barcellona  |
| A     | Lionel Messi          | Barcellona  |
| A     | Neymar                | Barcellona  |
| A     | Álvaro Morata         | Juventus    |
| A     | Cristiano Ronaldo     | Real Madrid |

 Stagione 2015-2016 
| Ruolo | Giocatore          | Squadra             |
| ----- | ------------------ | ------------------- |
| P     | Jan Oblak          | Atlético Madrid     |
| P     | Manuel Neuer       | Bayern Monaco       |
| D     | Diego Godín        | Atlético Madrid     |
| D     | Juanfran           | Atlético Madrid     |
| D     | Thiago Silva       | Paris Saint-Germain |
| D     | Sergio Ramos       | Real Madrid         |
| D     | Marcelo            | Real Madrid         |
| C     | Gabi               | Atlético Madrid     |
| C     | Koke               | Atlético Madrid     |
| C     | Andrés Iniesta     | Barcellona          |
| C     | Toni Kroos         | Real Madrid         |
| C     | Luka Modrić        | Real Madrid         |
| A     | Antoine Griezmann  | Atlético Madrid     |
| A     | Luis Suárez        | Barcellona          |
| A     | Lionel Messi       | Barcellona          |
| A     | Robert Lewandowski | Bayern Monaco       |
| A     | Cristiano Ronaldo  | Real Madrid         |
| A     | Gareth Bale        | Real Madrid         |

 Stagione 2016-2017 
| Ruolo | Giocatore          | Squadra         |
| ----- | ------------------ | --------------- |
| P     | Gianluigi Buffon   | Juventus        |
| P     | Jan Oblak          | Atlético Madrid |
| D     | Diego Godín        | Atlético Madrid |
| D     | Leonardo Bonucci   | Juventus        |
| D     | Daniel Carvajal    | Real Madrid     |
| D     | Sergio Ramos       | Real Madrid     |
| D     | Marcelo            | Real Madrid     |
| C     | Casemiro           | Real Madrid     |
| C     | Toni Kroos         | Real Madrid     |
| C     | Luka Modrić        | Real Madrid     |
| C     | Isco               | Real Madrid     |
| C     | Miralem Pjanić     | Juventus        |
| C     | Tiémoué Bakayoko   | Monaco          |
| A     | Lionel Messi       | Barcellona      |
| A     | Antoine Griezmann  | Atlético Madrid |
| A     | Robert Lewandowski | Bayern Monaco   |
| A     | Cristiano Ronaldo  | Real Madrid     |
| A     | Kylian Mbappé      | Monaco          |

 Stagione 2017-2018 
| Ruolo | Giocatore         | Squadra         |
| ----- | ----------------- | --------------- |
| P     | Alisson Becker    | Roma            |
| P     | Keylor Navas      | Real Madrid     |
| D     | Joshua Kimmich    | Bayern Monaco   |
| D     | Raphaël Varane    | Real Madrid     |
| D     | Virgil van Dijk   | Liverpool       |
| D     | Giorgio Chiellini | Juventus        |
| D     | Sergio Ramos      | Real Madrid     |
| D     | Marcelo           | Real Madrid     |
| C     | Casemiro          | Real Madrid     |
| C     | Toni Kroos        | Real Madrid     |
| C     | Luka Modrić       | Real Madrid     |
| C     | James Rodríguez   | Bayern Monaco   |
| C     | Kevin De Bruyne   | Manchester City |
| A     | Lionel Messi      | Barcellona      |
| A     | Roberto Firmino   | Liverpool       |
| A     | Mohamed Salah     | Liverpool       |
| A     | Cristiano Ronaldo | Real Madrid     |
| A     | Edin Džeko        | Roma            |

 Stagione 2018-2019
| Ruolo | Giocatore              | Squadra         |
| ----- | ---------------------- | --------------- |
| P     | Alisson Becker         | Liverpool       |
| P     | Marc-André ter Stegen  | Barcellona      |
| D     | Virgil van Dijk        | Liverpool       |
| D     | Matthijs de Ligt       | Ajax            |
| D     | Jan Vertonghen         | Tottenham       |
| D     | Trent Alexander-Arnold | Liverpool       |
| D     | Andrew Robertson       | Liverpool       |
| C     | Moussa Sissoko         | Tottenham       |
| C     | Hakim Ziyech           | Ajax            |
| C     | Kevin De Bruyne        | Manchester City |
| C     | Frenkie de Jong        | Ajax            |
| C     | Tanguy Ndombele        | Olympique Lione |
| C     | Georginio Wijnaldum    | Liverpool       |
| C     | David Neres            | Ajax            |
| C     | Raheem Sterling        | Manchester City |
| A     | Lionel Messi           | Barcellona      |
| A     | Dušan Tadić            | Ajax            |
| A     | Sadio Mané             | Liverpool       |
| A     | Cristiano Ronaldo      | Juventus        |
| A     | Lucas Moura            | Tottenham       |

 Stagione 2019-2020
| Ruolo | Giocatore          | Squadra             |
| ----- | ------------------ | ------------------- |
| P     | Manuel Neuer       | Bayern Monaco       |
| P     | Jan Oblak          | Atlético Madrid     |
| P     | Anthony Lopes      | Olympique Lione     |
| D     | Alphonso Davies    | Bayern Monaco       |
| D     | Joshua Kimmich     | Bayern Monaco       |
| D     | Virgil van Dijk    | Liverpool           |
| D     | Dayot Upamecano    | RB Lipsia           |
| D     | Angeliño           | RB Lipsia           |
| D     | David Alaba        | Bayern Monaco       |
| C     | Thiago             | Bayern Monaco       |
| C     | Kevin De Bruyne    | Manchester City     |
| C     | Houssem Aouar      | Olympique Lione     |
| C     | Leon Goretzka      | Bayern Monaco       |
| C     | Marcel Sabitzer    | RB Lipsia           |
| C     | Marquinhos         | Paris Saint-Germain |
| C     | Alejandro Gómez    | Atalanta            |
| C     | Thomas Müller      | Bayern Monaco       |
| A     | Serge Gnabry       | Bayern Monaco       |
| A     | Robert Lewandowski | Bayern Monaco       |
| A     | Kylian Mbappé      | Paris Saint-Germain |
| A     | Neymar             | Paris Saint-Germain |
| A     | Lionel Messi       | Barcellona          |
| A     | Raheem Sterling    | Manchester City     |

 Stagione 2020-2021 
| Ruolo | Giocatore          | Squadra             |
| ----- | ------------------ | ------------------- |
| P     | Thibaut Courtois   | Real Madrid         |
| P     | Ederson            | Manchester City     |
| P     | Edouard Mendy      | Chelsea             |
| D     | César Azpilicueta  | Chelsea             |
| D     | Rúben Dias         | Manchester City     |
| D     | Marquinhos         | Paris Saint-Germain |
| D     | Antonio Rüdiger    | Chelsea             |
| D     | Ben Chilwell       | Chelsea             |
| D     | David Alaba        | Bayern Monaco       |
| C     | Jorginho           | Chelsea             |
| C     | Mason Mount        | Chelsea             |
| C     | N'Golo Kanté       | Chelsea             |
| C     | Kevin De Bruyne    | Manchester City     |
| C     | İlkay Gündoğan     | Manchester City     |
| C     | Luka Modrić        | Real Madrid         |
| C     | Sérgio Oliveira    | Porto               |
| C     | Phil Foden         | Manchester City     |
| A     | Erling Haaland     | Borussia Dortmund   |
| A     | Robert Lewandowski | Bayern Monaco       |
| A     | Kylian Mbappé      | Paris Saint-Germain |
| A     | Neymar             | Paris Saint-Germain |
| A     | Lionel Messi       | Barcellona          |
| A     | Karim Benzema      | Real Madrid         |

 Stagione 2021-2022 
| Ruolo | Giocatore              | Squadra             |
| ----- | ---------------------- | ------------------- |
| P     | Thibaut Courtois       | Real Madrid         |
| D     | Trent Alexander-Arnold | Liverpool           |
| D     | Antonio Rüdiger        | Chelsea             |
| D     | Virgil van Dijk        | Liverpool           |
| D     | Andrew Robertson       | Liverpool           |
| C     | Kevin De Bruyne        | Manchester City     |
| C     | Fabinho                | Liverpool           |
| C     | Luka Modrić            | Real Madrid         |
| A     | Kylian Mbappé          | Paris Saint-Germain |
| A     | Karim Benzema          | Real Madrid         |
| A     | Vinícius Júnior        | Real Madrid         |

 Stagione 2022-2023 
| Ruolo | Giocatore          | Squadra         |
| ----- | ------------------ | --------------- |
| P     | Thibaut Courtois   | Real Madrid     |
| D     | Kyle Walker        | Manchester City |
| D     | Rúben Dias         | Manchester City |
| D     | Alessandro Bastoni | Inter           |
| D     | Federico Dimarco   | Inter           |
| C     | John Stones        | Manchester City |
| C     | Kevin De Bruyne    | Manchester City |
| C     | Rodri              | Manchester City |
| A     | Bernardo Silva     | Manchester City |
| A     | Erling Haaland     | Manchester City |
| A     | Vinícius Júnior    | Real Madrid     |

 Stagione 2023-2024 
| Ruolo | Giocatore       | Squadra             |
| ----- | --------------- | ------------------- |
| P     | Gregor Kobel    | Borussia Dortmund   |
| D     | Daniel Carvajal | Real Madrid         |
| D     | Antonio Rüdiger | Real Madrid         |
| D     | Mats Hummels    | Borussia Dortmund   |
| D     | Ian Maatsen     | Borussia Dortmund   |
| C     | Marcel Sabitzer | Borussia Dortmund   |
| C     | Vitinha         | Paris Saint-Germain |
| C     | Jude Bellingham | Real Madrid         |
| A     | Phil Foden      | Manchester City     |
| A     | Harry Kane      | Bayern Monaco       |
| A     | Vinícius Júnior | Real Madrid         |

 Stagione 2024-2025 
| Ruolo | Giocatore            | Squadra             |
| ----- | -------------------- | ------------------- |
| P     | Gianluigi Donnarumma | Paris Saint-Germain |
| D     | Achraf Hakimi        | Paris Saint-Germain |
| D     | Marquinhos           | Paris Saint-Germain |
| D     | Alessandro Bastoni   | Inter               |
| D     | Nuno Mendes          | Paris Saint-Germain |
| C     | Declan Rice          | Arsenal             |
| C     | Vitinha              | Paris Saint-Germain |
| A     | Lamine Yamal         | Barcellona          |
| A     | Raphinha             | Barcellona          |
| A     | Désiré Doué          | Paris Saint-Germain |
| A     | Ousmane Dembélé      | Paris Saint-Germain |

## Plurivincitori
- 7 premi

Lionel Messi
- 6 premi

Luka Modrić, Cristiano Ronaldo, Kevin De Bruyne
- 5 premi

Toni Kroos
- 4 premi

Thibaut Courtois, Robert Lewandowski, Kylian Mbappé, Sergio Ramos, Virgil van Dijk
- 3 premi

Daniel Carvajal, Diego Godín, Andrés Iniesta, Marcelo, Marquinhos, Manuel Neuer, Neymar, Jan Oblak, Antonio Rüdiger, Vinícius Júnior
- 2 premi

David Alaba, Trent Alexander-Arnold, Alessandro Bastoni, Alisson Becker, Karim Benzema, Gianluigi Buffon, Casemiro, Giorgio Chiellini, Rúben Dias, Phil Foden, Gabi, Antoine Griezmann, Erling Haaland, Joshua Kimmich, Andrew Robertson, Marcel Sabitzer, Raheem Sterling, Luis Suárez, Marc-André ter Stegen, Vitinha

## Classifiche

### Classifiche per club
| Club                | Premi |
| ------------------- | ----- |
| Real Madrid         | 44    |
| Barcellona          | 22    |
| Bayern Monaco       | 21    |
| Manchester City     | 19    |
| Paris Saint-Germain | 17    |
| Atlético Madrid     | 14    |
| Liverpool           | 14    |
| Juventus            | 10    |
| Chelsea             | 9     |
| Borussia Dortmund   | 6     |
| Ajax                | 5     |
| Olympique Lione     | 3     |
| RB Lipsia           | 3     |
| Tottenham           | 3     |
| Inter               | 3     |
| Monaco              | 2     |
| Roma                | 2     |
| Atalanta            | 1     |
| Porto               | 1     |
| Arsenal             | 1     |

### Classifica per nazionalità del club
| Nazione     | Premi | Squadre premiate                                                              |
| ----------- | ----- | ----------------------------------------------------------------------------- |
| Spagna      | 80    | Real Madrid (44), Barcellona (22), Atlético Madrid (14)                       |
| Inghilterra | 46    | Manchester City (19), Liverpool (14), Chelsea (9), Tottenham (3), Arsenal (1) |
| Germania    | 30    | Bayern Monaco (21), Borussia Dortmund (6), RB Lipsia (3)                      |
| Francia     | 22    | Paris Saint-Germain (17), Olympique Lione (3), Monaco (2)                     |
| Italia      | 16    | Juventus (10), Inter (3), Roma (2), Atalanta (1)                              |
| Paesi Bassi | 5     | Ajax (5)                                                                      |
| Portogallo  | 1     | Porto (1)                                                                     |

### Classifica per nazionalità del giocatore
| Nazione              | Premi | Giocatori premiati |
| -------------------- | ----- | --- |
| Spagna               | 26    | Sergio Ramos (4), Andrés Iniesta (3), Daniel Carvajal (3), Gabi (2), Jordi Alba, Xabi Alonso, Sergio Busquets, Diego Costa, Isco, Juanfran, Koke, Álvaro Morata, Gerard Piqué, Angeliño, Thiago, César Azpilicueta, Rodri, Lamine Yamal |
| Brasile              | 23    | Marcelo (3), Neymar (3), Vinícius Júnior (3), Marquinhos (3), Alisson Becker (2), Casemiro (2), Roberto Firmino, Lucas Moura, David Neres, Thiago Silva, Ederson, Fabinho, Raphinha                                                     |
| Germania             | 22    | Toni Kroos (5), Manuel Neuer (3), Antonio Rüdiger (3), Marc-André ter Stegen (2), Joshua Kimmich (2), Philipp Lahm, Marco Reus, Leon Goretzka, Thomas Müller, Serge Gnabry, Ilkay Gündoğan, Mats Hummels                                |
| Francia              | 17    | Kylian Mbappé (4), Antoine Griezmann (2), Karim Benzema (2), Tiémoué Bakayoko, Tanguy Ndombele, Moussa Sissoko, Raphael Varane, Dayot Upamecano, Houssem Aouar, N'Golo Kanté, Désiré Doué, Ousmane Dembélé                              |
| Portogallo           | 15    | Cristiano Ronaldo (6), Rúben Dias (2), Vitinha (2), Pepe, Anthony Lopes, Sérgio Oliveira, Bernardo Silva, Nuno Mendes |
| Inghilterra          | 13    | Raheem Sterling (2), Trent Alexander-Arnold (2), Phil Foden (2), Ben Chilwell, Mason Mount, Kyle Walker, John Stones, Jude Bellingham, Harry Kane, Declan Rice                                                                          |
| Italia               | 12    | Gianluigi Buffon (2), Giorgio Chiellini (2), Alessandro Bastoni (2), Leonardo Bonucci, Claudio Marchisio, Andrea Pirlo, Jorginho, Federico Dimarco, Gianluigi Donnarumma                                                                |
| Belgio               | 11    | Kevin De Bruyne (6), Thibaut Courtois (4), Jan Vertonghen |
| Argentina            | 10    | Lionel Messi (7), Ángel Di María, Javier Mascherano, Alejandro Gómez |
| Paesi Bassi          | 9     | Virgil van Dijk (4), Frenkie de Jong, Matthijs de Ligt, Arjen Robben, Georginio Wijnaldum, Ian Maatsen |
| Croazia              | 7     | Luka Modrić (6), Ivan Rakitić |
| Uruguay              | 5     | Diego Godín (3), Luis Suárez (2) |
| Austria              | 4     | David Alaba (2), Marcel Sabitzer (2) |
| Polonia              | 4     | Robert Lewandowski (4) |
| Slovenia             | 3     | Jan Oblak (3) |
| Bosnia ed Erzegovina | 2     | Edin Džeko, Miralem Pjanić |
| Marocco              | 2     | Hakim Ziyech, Achraf Hakimi |
| Norvegia             | 2     | Erling Haaland (2) |
| Senegal              | 2     | Edouard Mendy, Sadio Mané |
| Serbia               | 2     | Branislav Ivanović, Dušan Tadić |
| Scozia               | 2     | Andrew Robertson (2) |
| Canada               | 1     | Alphonso Davies |
| Colombia             | 1     | James Rodríguez |
| Costa Rica           | 1     | Keylor Navas |
| Egitto               | 1     | Mohamed Salah |
| Galles               | 1     | Gareth Bale |
| Svezia               | 1     | Zlatan Ibrahimović |
| Svizzera             | 1     | Gregor Kobel |